# Mesotèrids
Els mesotèrids (Mesotheriidae) són una família extinta de mamífers de l'ordre dels notoungulats que visqueren a Sud-amèrica des de l'Oligocè inferior fins al Plistocè superior, fa entre 12.000 anys i 29 milions d'anys. Se n'han trobat restes fòssils a l'Argentina, Bolívia, el Perú i Xile. Encara que no hi tenien una relació particularment estreta, el seu aspecte hauria pogut recordar els capibares, els uombats o cèrvids menuts. N'hi havia espècies que havien perdut diverses dents anteriors, però que tenien la resta de les dents de creixement constant.